# Platební nevůle
Platební nevůle je stav, kdy osoba povinná uhradit své závazky to nemá z nějakého důvodu v úmyslu. Jde tedy o jiný stav oproti platební neschopnosti, kdy dlužník není schopen své závazky plnit.
Příčina platební nevůle se na rozdíl od platební neschopnosti nezkoumá.
V úvěrovém pojištění je platební nevůle stav, kdy odběratel neuhradí své závazky ve lhůtě 5 až 12 měsíců po době splatnosti.